# Noceta
Noceta település Franciaországban, Haute-Corse megyében. Lakosainak száma 68 fő (2022. január 1.). Noceta Venaco, Muracciole, Altiani, Erbajolo és Rospigliani községekkel határos.

## Népesség
A település népességének változása:
| Lakosok száma | 103  | 54   | 53   | 59   | 56   | 58   | 62   | 59   | 59   | 68   |
|               | 1968 | 1982 | 1990 | 2006 | 2013 | 2015 | 2017 | 2019 | 2020 | 2022 |